# Nordkorea i olympiska sommarspelen 2000
Nordkorea deltog i de olympiska sommarspelen 2000 med en trupp bestående av 31 deltagare och de tog totalt fyra medaljer.

## Medaljer

### Silver
- Ri Song-Hui - Tyngdlyftning, lättvikt 58 kg

### Brons
- Kim Un-Chol - Boxning, lätt flugvikt
- Kang Yong-Gyun - Brottning, grekisk-romersk stil 54 kg
- Kye Sun-Hi - Judo, medellättvikt 52 kg

## Boxning
Lätt flugvikt
- Un Chol Kim - Brons
  - Omgång 1 – Besegrade Sebusiso Keketsi från Lesotho
  - Omgång 2 – Besegrade Pál Lakatos från Ungern
  - Kvartsfinal – Besegrade Ivanas Stapovičius från Litauen
  - Semifinal – Förlorade mot Rafael Lozano från Spanien

## Bågskytte
| Damernas individuella |               |                           |         |
|                       | Ok Sil Choe   |                           |         |
| 32-delsfinal          | Besegrade     | Katri Suutari Finland     | 161-149 |
| Sextondelsfinal       | Besegrade     | Nataliya Burdeyna Ukraina | 162-160 |
| Åttondelsfinal        | Besegrade     | Kateryna Serdyuk Ukraina  | 160-153 |
| Kvartsfinal           | Besegrade     | Natalia Valeeva Italien   | 107-103 |
| Semifinal             | Förlorade mot | Nam-Soon Kim Sydkorea     | 114-107 |
| Final                 | Förlorade mot | Soo-Nyung Kim Sydkorea    | 114-107 |
|                       | 4:e plats     |                           |         |

## Friidrott
Herrarnas maraton
- Kim Jung-Won
  1. Final - 2:18:04 (29:e plats)

- Kim Jong-Chol
  1. Final - 2:18:04 (30:e plats)

- Kil Jae-Son
  1. Final - 2:25:13 (59:e plats)

Damernas maraton
- Ham Bong-Sil
  1. Final - 2:27:07 (8:e plats)

- Jong Yong-Ok
  1. Final - 2:31:40 (20:e plats)

- Kim Chang-Ok
  1. Final - 2:35:32 (28:e plats)

## Simhopp
Herrarnas 3 m
- Yong - Ryong Pak
  1. Kval - 271,47 (47:e plats, gick inte vidare)

Herrarnas 10 m
- Hyong - Gil Choe
  1. Kval - 448,41
  2. Semifinal - 185,52 - 633,93
  3. Final - 377,46 - 562,98 (12:e plats)

Herrarnas 10 m
- Yong - Ryong Pak
  1. Kval - 400,29
  2. Semifinal - 181,74 - 582,03 (16:e plats, gick inte vidare)

Damernas 3 m
- Ok Rim Ri
  1. Kval - 238,77 (26:e plats, gick inte vidare)

Damernas 3 m
- Song Hui Choe
  1. Kval - 222,84 (33:e plats, gick inte vidare)

Damernas 10 m
- Ok Rim Ri
  1. Kval - 262,20 (22:a plats, gick inte vidare)

Damernas 10 m
- Myong Hwa Choe
  1. Kval - 308,73
  2. Semifinal - 183,84 - 492,57
  3. Final - 269,22 - 453,06 (10:e plats)